# Bussè
Il fiume Bussè è un fiume veneto della provincia di Verona.
Nasce da risorgive nella pianura veronese nei pressi di Vallese di Oppeano e si getta nel Canalbianco dopo aver percorso circa 40 chilometri e attraversato i comuni di Oppeano, Palù, Ronco all'Adige, Roverchiara, Angiari e Legnago. Un tempo confluiva nell'Adige a nord di Roverchiara ma nel corso del XV secolo iniziarono a sorgere problemi di riflusso delle acque causati dal progressivo innalzamento del letto del fiume che rendevano paludose e malsane le campagne circostanti.
Nel 1793 venne dato l'incarico all'ingegnere della repubblica di Venezia Anton Maria Lorgna di risolvere il problema e ideò il progetto di chiudere la confluenza del Bussè nell'Adige e di scavare un canale per condurre le acque da Roverchiara a Legnago nel Naviglio (un canale artificiale scavato nella seconda metà del 1700 che collega Legnago al Tartaro-Canalbianco per  permettere la navigazione fino al Po). Eseguiti i lavori non si ebbero più problemi e le campagne attraversate dal fiume divennero particolarmente adatte alla produzione risicola vista l'abbondante disponibilità d'acqua.